# Водовађа
Водовађа је насељено место у саставу општине Конавле, Дубровачко-неретванска жупанија, Република Хрватска.

## Географски положај
Водовађа се налази изнад Јадранске магистрале, око 38 км југоисточно од Дубровника, према Црној Гори.
Насеље је добило име по речици из које се вадила вода (Водовађа).

## Становништво
На попису становништва 2011. године, Водовађа је имала 190 становника.
| Број становника по пописима | Број становника по пописима | Број становника по пописима | Број становника по пописима | Број становника по пописима | Број становника по пописима | Број становника по пописима | Број становника по пописима | Број становника по пописима | Број становника по пописима | Број становника по пописима | Број становника по пописима | Број становника по пописима | Број становника по пописима | Број становника по пописима | Број становника по пописима |
| --------------------------- | --------------------------- | --------------------------- | --------------------------- | --------------------------- | --------------------------- | --------------------------- | --------------------------- | --------------------------- | --------------------------- | --------------------------- | --------------------------- | --------------------------- | --------------------------- | --------------------------- | --------------------------- |
| 1857                        | 1869                        | 1880                        | 1890                        | 1900                        | 1910                        | 1921                        | 1931                        | 1948                        | 1953                        | 1961                        | 1971                        | 1981                        | 1991                        | 2001                        | 2011                        |
| 307                         | 306                         | 293                         | 320                         | 345                         | 330                         | 299                         | 325                         | 293                         | 302                         | 273                         | 227                         | 236                         | 226                         | 212                         | 190                         |

Напомена: Од 1857. до 1931. исказивано под именом Водоваља.

### Попис1991.
На попису становништва 1991. године, насељено место Водовађа је имало 226 становника, следећег националног састава:
| Попис 1991.‍ | Попис 1991.‍ | Попис 1991.‍ | Попис 1991.‍ | Попис 1991.‍ |
| ----------- | ----------- | ----------- | ----------- | ----------- |
|             |             |             |             |             |
| Хрвати      | Хрвати      |             | 222         | 98,23%      |
| Југословени | Југословени |             | 2           | 0,88%       |
| Румуни      | Румуни      |             | 2           | 0,88%       |
| укупно: 226 |             |             |             |             |

## Привреда
Једина грана привреде је пољопривреда.